# Basket Biassono 2008-2009
Questa voce raccoglie le informazioni riguardanti il Basket Femminile Biassono nelle competizioni ufficiali della stagione 2008-2009.

## Stagione
Nella stagione 2008-2009 il Pilot Italia Biassono ha disputato la Serie A2.

## Verdetti stagionali
- Serie A2: (31 partite)

stagione regolare: 12º posto nel Girone Nord su 14 squadre (8 vinte, 26 perse);
finali play-out vinti contro Broni (2-1).

## Rosa
|    | Naz.                                | Ruolo | Sportivo            | Anno | Alt. |  |       |
| -- | ----------------------------------- | ----- | ------------------- | ---- | ---- |  | ----- |
| 4  | Italia (bandiera)                   | G     | Virginia Galbiati   | 1992 | 173  |  |       |
| 5  | Italia (bandiera)                   | A     | Alessia Busnelli    | 1988 | 178  |  |       |
| 6  | Italia (bandiera)                   | A     | Silvia Scudiero     | 1982 | 182  |  |       |
| 7  | Italia (bandiera)                   | AC    | Elisa Zanon         | 1982 | 180  |  |       |
| 8  | Italia (bandiera)                   | P     | Alessandra Zucchi   | 1992 | 166  |  |       |
| 9  | Italia (bandiera)                   | P     | Laura Gorla         | 1985 | 177  |  | [ 1 ] |
| 9  | Italia (bandiera)                   | A     | Martina Molteni     | 1989 | 179  |  |       |
| 10 | Italia (bandiera)                   | G     | Elena Viganò        | 1985 | 173  |  |       |
| 11 | Italia (bandiera)                   | PG    | Valentina Gariboldi | 1987 | 175  |  |       |
| 13 | Italia (bandiera)                   | P     | Elena Barbieri      | 1975 | 172  |  |       |
| 14 | Italia (bandiera)                   | G     | Alice Mandelli      | 1993 | 171  |  |       |
| 15 | Italia (bandiera)                   | A     | Lucia Dell'Orto     | 1988 | 174  |  |       |
| 18 | Cuba (bandiera) · Italia (bandiera) | C     | Yadiletsy Ríos      | 1977 | 190  |  |       |

## Mercato

### Fuori sessione
| Acquisti | Acquisti | Acquisti | Acquisti |
| R.       | Nome     | da       | Modalità |
| -------- | -------- | -------- | -------- |

| Cessioni | Cessioni    | Cessioni | Cessioni   |
| R.       | Nome        | a        | Modalità   |
| -------- | ----------- | -------- | ---------- |
| P        | Laura Gorla | Alcamo   | definitivo |